# Prince Sedan
Prince Sedan — компактный представительский автомобиль, который выпускался с 1952 по 1957 год японской компанией Tama Motor Company (переименованной в Prince Motor Company в ноябре 1952 года). Компания Tama, в свою очередь, являлась преемником Tachikawa Aircraft Company. В 1957 году преемником Prince Sedan стал Prince Skyline ALSI.
У седана Prince Sedan AISH были подвижные оси спереди и сзади.
В марте 1956 года модельный ряд пополнился седаном Prince Special MSH. Спереди у него была подвеска на двойных поперечных рычагах.

## AISH-1
AISH-1 был представлен в 1952 году. Его передняя часть напоминала российские автомобили, имевшие в то время «европейский» облик. Автомобиль оснащался 1,5-литровым двигателем FG4A-10 мощностью 34 кВт (45 л. с.) или же модифицированную версию двигателя Peugeot 202. Также существовала версия для грузовиков AFTF-1, которая была доступна в вариантах с двойной кабиной. AISH-1 производился до июня 1953 года, когда его заменил AISH-2.

## AISH-2
AISH-2 был выпущен в 1953 году и находился в производстве до ноября 1954 года. Несмотря на то, что дизайн был почти идентичен предыдущей модели, AISH-2 стал шире и немного выше, благодаря изменениям в законодательстве Японии в конце 1952 года, которые позволили выпускать легковые автомобили немного большего размера. Единственным другим изменением стали колёсные диски, которые были заменены с 16-дюймовых на AISH-1 на более современные 15-дюймовые. Двигатель и трансмиссия были перенесены без изменений с предыдущей модели.
- Вид спереди
- Вид сзади

## AISH-3
AISH-3 был выпущен в ноябре 1954 года. Изменения в AISH-3 были косметическими, с новым дизайном решётки радиатора и боковых полос. Двигатель и трансмиссия остались прежними. AISH-3 выпускался недолго, так как был заменён на AISH-4 всего через два месяца после начала производства.

## AISH-4
AISH-4 был выпущен в феврале 1955 года и был идентичен AISH-3 за исключением двигателя, который был модифицирован за счёт новой конструкции головки блока цилиндров, что повысило степень сжатия, увеличив мощность до 39 кВт (52 л. с.) и максимальную скорость до 115 км/ч.

## AISH-5
AISH-5 был выпущен в октябре 1955 года. Двигатель и трансмиссия остались прежними, но внешний вид был изменён. Была изменена решётка радиатора, и теперь на средней планке была изображена литая буква «V». Боковые планки были изменены с изгибом передней части под углом 45 градусов. В AISH-5 была введена популярная двухцветная окраска. В дополнение к стандартному седану существовала также модель класса люкс, оснащённая дополнительным оборудованием, таким как радио, белые боковые шины и наружный солнцезащитный козырёк.
В 1955 году было выпущено два коммерческих автомобиля на базе AISH-5: пикап с двойной кабиной AIPC-1 и фургон для доставки NAIVE-1.

В марте 1956 года был выпущен AMSH-1. Эта модель была почти идентична AISH-5, за исключением независимой передней подвески на двойных поперечных рычагах, которая обеспечивала улучшенные ходовые качества.
- 1956 Prince AISH-5 Sedan
- Prince Commercial Van AIVE-1
- Prince Commercial Pickup AIPC-1

## AISH-6
AISH-6, последняя модель в серии AMISH, была выпущена в октябре 1956 года. Решётка радиатора осталась такой же, как и у предыдущей модели, но боковые полосы были изменены: теперь они проходили горизонтально по всей длине автомобиля, за исключением небольшого V-образного углубления в задней части задних дверей. Двухцветная окраска осталась, но цвета поменялись местами: доминирующий цвет был в верхней части автомобиля, а контрастный — в нижней, в отличие от предыдущей модели. Мощность двигателя снова увеличилась до 45 кВт (60 л. с.) благодаря более высокой степени сжатия, поскольку в Японии стало доступно топливо более высокого качества.
Коммерческие варианты также были модернизированы и получили новые названия AIPC-2 и NAIVE-2. Также была доступна элитная модель AMSH-2 с независимой передней подвеской.

## Галерея
- Руководители компании Tama Motor на выставке автомобилей Prince, проходившей в штаб-квартире Bridgestone в Киобаси, Токио, в марте 1952 года. Слева направо: Тамоцу Тояма (исполнительный директор и бывший руководитель мастерской по производству прототипов самолётов Tachikawa Aircraft Company), Сато Ичиро Сузуки (президент), Седзиро Ишибаши (председатель правления Tama Motors и президент Bridgestone) и Каничиро Ишибаши (исполнительный директор и сын Седзиро Ишибаси).
- Prince Sedan AISH и Prince Truck AFTF во время восхождения на гору Фудзияма в августе 1952 года
- Акихито и его младшая сестра принцесса Суга перед его Prince Sedan AISH-II в 1954 году